# 피에르폴 프뤼동
피에르폴 프뤼동(Pierre-Paul Prud'hon ; 1758년 ~ 1823년)은 프랑스의 화가로 19세기 고전주의 화가의 한 사람이다. 파리에서 공부하고 이탈리아에서 유학하여 라파엘로, 레오나르도 다 빈치 등의 영향을 받았다. 역사화와 초상화를 잘 그렸고, 아름답고 우아한 것이 그의 그림의 특징이다. 대표적인 작품으로는 《푸시케의 약탈》, 《조제핀의 초상》 등이 있다.

## 주요 작품

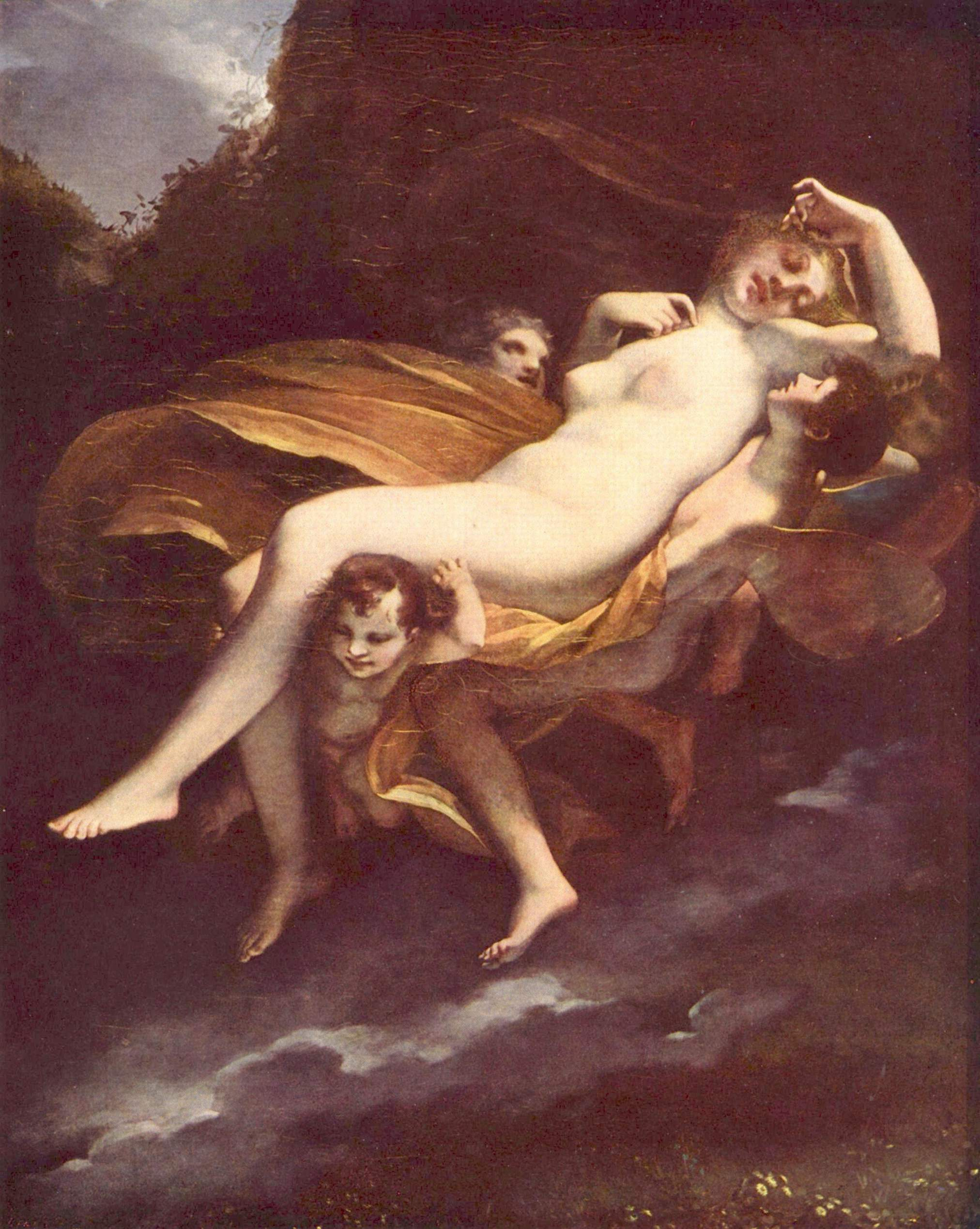
Portrait of Rutger Jan Schimmelpenninck and his Family